# Làbaro càntabre

Lábaro càntabre

Làbaro càntabre o Lábaru cántabru és el nom que rep la interpretació moderna d'un antic estendard militar conegut pels romans com a cantabrum. Aquest consisteix en un penó de tela de color púrpura sobre el qual hi ha brodat un cercle envoltat d'una decoració geomètrica amb quatre creixents enfrontats dos a dos.
L'origen del nom i del disseny el trobem en la teoria defensada per diversos autors d'una possible relació entre la gènesi del labarum i l'estendard militar denominat cantabrum, amb la consegüent identificació d'ambdós com una mateixa cosa; i a la suposada relació que el Codex Theodosianus estableix entre el labarum i els cantabrarii, col·legi de soldats romans encarregats de portar el cantabrum. El seu significat etimològic, el que parla, fa referència al seu ús com estendard utilitzat per a enviar ordres o senyals a la tropa durant la batalla. Els relats de Tertulià i Minuci Fèlix no estableixen relació, deixant únicament clara la veneració que les tropes romanes feien de les seves creus, cobertes per les teles dels cantabra i vexilla.

## Nom
Segons aquestes teories, el cantabrum és l'estendard que Constantí I el Gran després de la seva conversió al cristianisme transforma en el labarum en incloure el Crismó, anagrama que representa Crist, consistent en les grafies majúscules en grec de les dues primeres lletres del seu nom, una X sobre la qual se superposa una P. Es justifica també la relació en l'etimologia cèltica del terme Làbaro procedent de (p)lab- parlar, d'on s'ha derivat l'adjectiu labaros, orador, àmpliament representat en les llengües celtes. Gal·lès: llafar, parla, idioma, veu, orador; antic córnico i bretó: lavar paraula;antic irlandès: labar xarlatà, llaureu parla, llenguatge; irlandès: labhar xerraire, en veu alta i labhairt paraula, celta (p)labro. En llatí Labarum. Així mateix l'antropònim Labaro ja existia entre els antics càntabres, havent estat recollit a làpides funeràries.

## Disseny

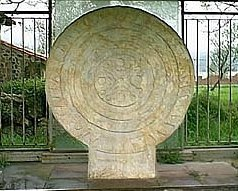
Estela càntabra de Barros (Cantàbria), voltants del.

El disseny actual, seguint igualment la teoria de ser el labarum el mateix que el cantabrum, estableix per al làbaro càntabre el color magenta del labarum.
El tetrasquel daurat representa les quatre creixents pigues que apareixen representades en diverses esteles càntabres discoidees gegants. Sent un símbol que s'ha constatat que usaven els càntabres freqüentment, com s'observa en caetras representades en monedes encunyades després de les Guerres Càntabres. A més aquest tipus d'estendards i les seves variants estaven bastant estesos entre els pobles cèltics, com ho demostren els relleus de l'arc de triomf d'Aurenja. El seu disseny entronca amb antics símbols cèltics com el trisquel i el seu simbolisme, de tipus religiós, es relaciona amb el culte al Sol i a la Lluna.

## Ús
Actualment, i des de certs col·lectius càntabres tant socials com polítics, es reivindica l'ús oficial d'aquest estendard com a bandera de Cantàbria, com a representació del legítim cantabrum, en substitució de l'actual.
Alguns ajuntaments, cas del de Comillas, ja han acceptat la proposta del Conceju Nacionaliegu Cántabru d'utilitzar aquesta bandera i col·locar-la en la balconada de la Casa Consistorial durant la celebració de festes locals i regionals.